# Protestas en Rumania de 2012
Las protestas en Rumania de 2012, son una serie de revueltas populares pidiendo la dimisión del presidente Traian Basescu, y del primer ministro Emil Boc. Las protestas se vuelven violentos, algunas personas, manifestantes y la Gendarmería miembros resultaron heridos.
Se siguió una segunda fase, a partir del 24 de abril de 2012 al 1 de mayo de 2012 La primera reacción del presidente estaba pensando en el problema en el fin de semana en su residencia parlamentaria de Cotroceni. Ella tarde del 14 de enero, el primer ministro Emil Boc ha visitado un manifestante hospital. Las protestas fueron violentos, 87 personas en total (a partir de 2013) que resultaron heridos durante los enfrentamientos entre los manifestantes indignados y la policía la mañana del 5 de febrero de 2012, el primer ministro Emil Boc anuncia su dimisión debido a las protestas. Explicó que su decisión sería liberar la tensión en la situación política y social
Las manifestaciones continuaron en menor medida  Plaza de la Universidad en Bucarest y los manifestantes exigieron la renuncia del presidente y las elecciones generales anticipadas